# Télescope solaire Daniel-K.-Inouye
Le Télescope solaire Daniel-K.-Inouye (Daniel K. Inouye Solar Telescope, DKIST), anciennement nommé le Advanced Technology Solar Telescope ("Télescope solaire de technologie avancée" ; ATST), est un grand télescope solaire abrité par une bâtisse en dôme. La construction du dôme se déroule de janvier à septembre 2013. Le miroir primaire est livré en août 2017.
D'autres instruments, servant notamment à mesurer le champ magnétique du Soleil, doivent être opérationnels au premier semestre 2020.
Le 28 janvier 2020 sont présentées les premières images du Soleil obtenues grâce à ce télescope.
Le site est situé sur le volcan Haleakalā, sur l'île de Maui, à l'observatoire du Haleakalā.